# Sainsbury Centre for Visual Arts
El Sainsbury Centre for Visual Arts es una galería de arte y museo situado en el campus de la University of East Anglia, Norwich, Reino Unido. El edificio, que contiene una colección de arte mundial, fue uno de los primeros edificios públicos diseñados por el arquitecto Norman Foster, construido en 1978. El edificio fue designado un monumento clasificado con grado II* en diciembre de 2012.

## Diseño

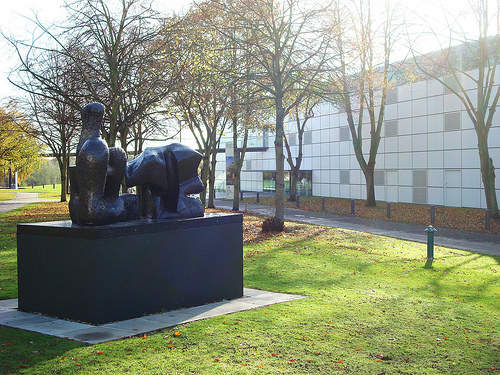
Entrada del Sainsbury Centre desde el campus de la UEA.

El Sainsbury Centre for Visual Arts fue inaugurado en 1978. Fue diseñado entre 1974 y 1976 por el entonces realativamente desconocido arquitecto Norman Foster. Según Chris Abel, este edificio ejemplifica las primeras obras de Foster, caracterizadas por "una estructura regular que abarca todas las funciones dentro de un recinto único y flexible, o 'espacio universal'" donde "el diseño trata de permitir el cambio, interna y externamente." El Sainbury Centre también demuestra los característicos métodos de diseño de Foster. Está situado al oeste del campus de la universidad, al lado del Río Yare, y también alberga la Escuela de Arte Mundial y Museología. Foster dijo que "un edificio es tan bueno como su cliente y la arquitectura del Sainsbury Centre es inseparable de la iluminación y fuerza de los Sainsburys y el apoyo de la University of East Anglia."

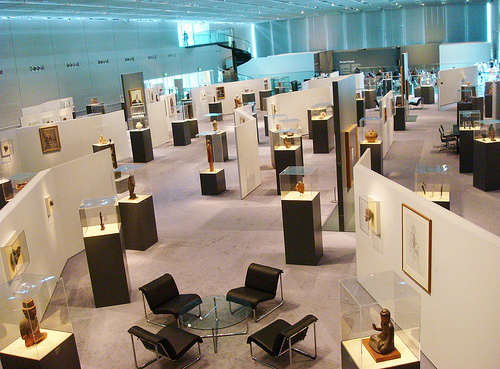
La galería principal del Sainsbury Centre.

El edificio principal está situado en un terreno inclinado, cubierto con césped, y consiste en un gran ortoedro recubierto de acero. Una cara está casi totalmente acristalada, con la estructura prefabricada claramente visible. En el interior, el museo da la impresión de ser un gran espacio abierto, sin ninguna división interior que interfiera con la interacción de luz natural y artificial. Los servicios, la iluminación, los baños y los accesos de mantenimiento están situados en torres y celosías triangulares, y entre la fachada exterior y las persianas interiores de aluminio.
A finales de la década de 1980 la colección se había quedado sin espacio, y se pidió a Foster que diseñara una ampliación. En lugar de simplemente extender la estructura existente como había previsto hace quince años, decidió mirar hacia abajo. La pendiente del terreno permitió que se construyera un sótano ampliado con una fachada curva de cristal con vistas de un lago artificial (inspirado en el cercano Norfolk Broads, del siglo XIII).[cita requerida] No se puede saber con certeza la extensión de esta nueva ala, excepto cuando se ve desde este lago. Esta nueva ala fue construida por Anthony Hunt Associates e inaugurada en 1991.

## Robert and Lisa Sainsbury Collection
En 1973 Sir Robert y Lisa Sainsbury donaron a la universidad su colección de más de trescientas obras de arte y objetos, que habían coleccionado desde la década de 1930. La colección ha aumentado desde entonces a varios miles de obras que abarcan más de 5000 años de actividad humana, incluidas piezas de Jacob Epstein, Henry Moore (se pueden encontrar numerosas esculturas repartidas por el campus de la universidad), Alberto Giacometti, y Francis Bacon, junto con arte de África (incluida una 'Cabeza Relicario' de Gabón y la 'Cabeza de un Oba' de Nigeria), Asia, América del Norte y del Sur, las Pacific islands, la Europa medieval y el antiguo Mediterráneo.